# Imre Zachár
Imre Zachár (Budapest, 11 de maig de 1890 – Budapest, 7 d'abril de 1954) va ser un nedador i waterpolista hongarès que va competir a començament del segle xx.
El 1908 va prendre part en els Jocs Olímpics de Londres, on guanyà la medalla de plata en els relleus 4x200 metres lliures, junt a József Munk, Béla Las-Torres i Zoltán Halmay. També diputà els 400 metres lliures del programa de natació, on fou eliminat en sèries.
Quatre anys més tard, als Jocs d'Estocolm, quedà eliminat en sèries de la prova de relleus 4x200 metres lliures i alhora disputà la competició de waterpolo, quedant eliminat en la primera ronda.